# Inni (film)
Inni (ang. The Others, hiszp. Los Otros) – hiszpańsko-amerykańsko-francusko-włoski dreszczowiec z 2001 roku w reżyserii Alejandro Amenábara. Film otrzymał aż osiem nagród Goya, m.in. za najlepszy film, reżyserię i scenariusz.
Zdjęcia kręcono w Hiszpanii (Palacio de los Hornillos w Las Fraguas w Kantabrii, Madryt) oraz w Anglii (scena w ogrodzie Penshurst Place w hrabstwie Kent).

## Obsada
- Nicole Kidman jako Grace Stewart
- Alakina Mann jako Anne Stewart, córka Grace
- James Bentley jako Nicholas Stewart, syn Grace
- Fionnula Flanagan jako Bertha Mills, nowa gospodyni domowa i niańka Anne i Nicholasa
- Eric Sykes jako Edmund Tuttle, nowy ogrodnik
- Elaine Cassidy jako Lydia, nowa służąca
- Christopher Eccleston jako Charles Stewart, mąż Grace, żołnierz
- Alexander Vince jako Victor Marlish
- Keith Allen jako pan Marlish, ojciec Victora
- Michelle Fairley jako pani Marlish, matka Victora
- Renée Asherson jako stara kobieta

## Fabuła
W czasie drugiej wojny światowej na wyspie Jersey okupowanej przez Niemcy, samotna, czekająca na powrót męża Grace (Nicole Kidman) mieszka w swojej posiadłości wraz z dwójką swych dzieci – dziewięcioletnim Nicholasem i jedenastoletnią Anne – cierpiących na fotofobię, rzadką chorobę, która uniemożliwia im przebywanie na słońcu. W domu panuje całkowita ciemność i obowiązują ścisłe reguły: żadnych drzwi nie wolno otwierać, nie zamknąwszy uprzednio wszystkich innych. Odludna wyspa Jersey napawa Grace strachem. Bohaterka tylko w domu czuje się bezpiecznie. Bezpieczeństwo to jest jednak pozorne. Grace nęka z biegiem czasu coraz więcej pytań, na które nie potrafi znaleźć odpowiedzi. Pewnego dnia Grace przekonuje się, że w jej domu, poza nią i dziećmi, przebywa ktoś jeszcze.

## Powiązane
- Powstał remake tego filmu w języku hindi pt. Hum Kaun Hai?
- W filmie Straszny film 3 pojawiają się nawiązania do niektórych scen z tego filmu.
- W filmie Straszny hiszpański film pojawiają się nawiązania do niektórych scen z tego filmu.